# Ataque ao escritório regional do FBI em Cincinnati
Em 11 de agosto de 2022, Ricky Walter Shiffer, um homem de 42 anos, tentou invadir o escritório regional do Departamento Federal de Investigação (FBI) em Cincinnati, Ohio, Estados Unidos. Shiffer estava usando colete à prova de balas e estava armado com um rifle estilo AR-15 e um pregador de pregos durante o ataque. Ele fugiu do local após ser confrontado e dirigiu-se a um campo de milho próximo. Um impasse de seis horas com a polícia se seguiu e terminou quando os policiais mataram Shiffer.
Antes da tentativa de invasão, Shiffer havia participado do ataque ao Capitólio dos Estados Unidos em 6 de janeiro e, após a busca do FBI no Mar-a-Lago, ele postou no Truth Social sobre seu desejo de matar agentes do FBI.

## Antecedentes
Em 8 de agosto de 2022, o Federal Bureau of Investigation (FBI) executou um mandado de busca no Mar-a-Lago, a residência pessoal do ex-presidente dos Estados Unidos, Donald Trump, localizada em Palm Beach, Flórida. A busca, que incluiu a abertura de um cofre pertencente a Trump, concentrou-se em materiais que Trump trouxe para o Mar-a-Lago após deixar a Casa Branca e que supostamente contêm documentos classificados. Trump estava na Trump Tower, na cidade de Nova Iorque, durante a busca.

## Ataque
Às 9h15 do dia 11 de agosto de 2022, Shiffer tentou invadir as instalações de triagem de visitantes do escritório de campo do FBI em Cincinnati, localizado em Kenwood, Ohio. Enquanto fazia isso, ele disparou uma pistola de pregos contra os agentes da lei e empunhou um rifle do estilo AR-15, ativando um alarme. Shiffer então fugiu para o seu veículo e seguiu ao norte pela Interstate 71, levando a Patrulha Rodoviária do Estado de Ohio em uma perseguição através de três condados.[carece de fontes?]

Às 9h29, Schiffer publicou uma postagem incompleta em sua conta no Truth Social @RickyWShifferJr.
Bem, eu achei que tinha um jeito através do vidro à prova de balas, mas não tinha. Se você não ouvir mais de mim, é verdade que tentei atacar o F.B.I., e isso significará que fui tirado da internet, o F.B.I. me pegou, ou eles enviaram os policiais comuns enquanto...
Durante a perseguição, Schiffer trocou múltiplos tiros com os policiais que o estavam perseguindo. Schiffer eventualmente saiu da rodovia e entrou na Rota Estadual 73, seguindo para leste até a Smith Road no Condado de Clinton, onde parou e iniciou um impasse com a polícia.
Após fugir para uma plantação de milho próximo no Condado de Clinton, Ohio, Shiffer entrou em um impasse com a polícia que durou seis horas. Durante o impasse, Shiffer e os policiais trocaram tiros sem sucesso. A polícia tentou negociar com ele, mas Shiffer se recusou a se render.
Como precaução, os funcionários do Departamento de Transportes de Ohio bloquearam estradas próximas em um raio de um milha (1,6 km), incluindo a Interstate 71. No Condado de Clinton, autoridades emitiram um bloqueio para os residentes e empresas em um raio de um milha ao redor da interseção das estradas Smith e Center. Um helicóptero da Patrulha Rodoviária Estadual de Ohio circulava a área.
Às 15h45, a polícia tentou prender Shiffer. Nesse momento, Shiffer ergueu sua arma em direção aos policiais e foi morto a tiros.

## Autor
Ricky Shiffer tinha 42 anos e era veterano da Marinha na época do ataque. Ele havia morado em Columbus, Ohio, antes do ataque e anteriormente havia vivido em Omaha, Nebraska, e São Petersburg, Flórida. Durante seu tempo na Marinha, ele possuía autorização de segurança altamente secreta e havia sido designado para o USS Columbia (SSN-771) após se alistar em junho de 1998, onde era responsável por supervisionar equipamentos de mísseis e torpedos. Ele já era conhecido pelo FBI após ter sido identificado como participante do ataque ao Capitólio em 6 de janeiro de 2021, embora na época tenha sido determinado que as informações coletadas não indicavam uma ameaça específica ou crível.

## Consequências
O FBI afirmou que estava monitorando ameaças violentas feitas contra agentes federais no Gab e outras plataformas de mídia social.
A Interstate 71 foi reaberta várias horas após a morte de Shiffer.

## Reações
O Diretor do FBI, Christopher Wray, divulgou um comunicado afirmando que a violência e as ameaças contra as forças policiais são perigosas e deveriam ser motivo de profunda preocupação para todos os americanos.
Liz Cheney, a congressista republicana que representa o distrito congressional at-large de Wyoming, afirmou que sentiu vergonha ao ouvir que membros de seu partido estavam atacando a integridade dos agentes do FBI envolvidos na recente busca em Mar-a-Lago. Elaine Luria, a congressista democrata que representa o 2º distrito congressional da Virgínia, condenou a tentativa de invasão e os ataques recentes às forças policiais federais.
Qasim Rashid, um autor e advogado de direitos humanos americano, afirmou que pessoas como Shiffer foram radicalizadas por eventos como a Conservative Political Action Conference, que recentemente utilizou o slogan "We Are All Domestic Terrorists" para zombar de acusações de extremismo. Seth Abramson, um autor e advogado, culpou os líderes do Partido Republicano por serem cúmplices de incidentes de terrorismo estocástico.
Charlie Kirk, o fundador conservador da Turning Point USA, afirmou que a violência contra agentes da lei não deve ser tolerada, mas também criticou o FBI por "se fazer de vítima" após a busca na casa de Donald Trump, a qual ele se referiu como uma ocupação militar.